# 神木紅花介
神木紅花介（学名：Aglaiocypris shengmuna）为玻璃介科紅花介屬下的一个种。

## 外部連結
- 維基物種上的相關：神木紅花介